# Tudor Vladimirescu

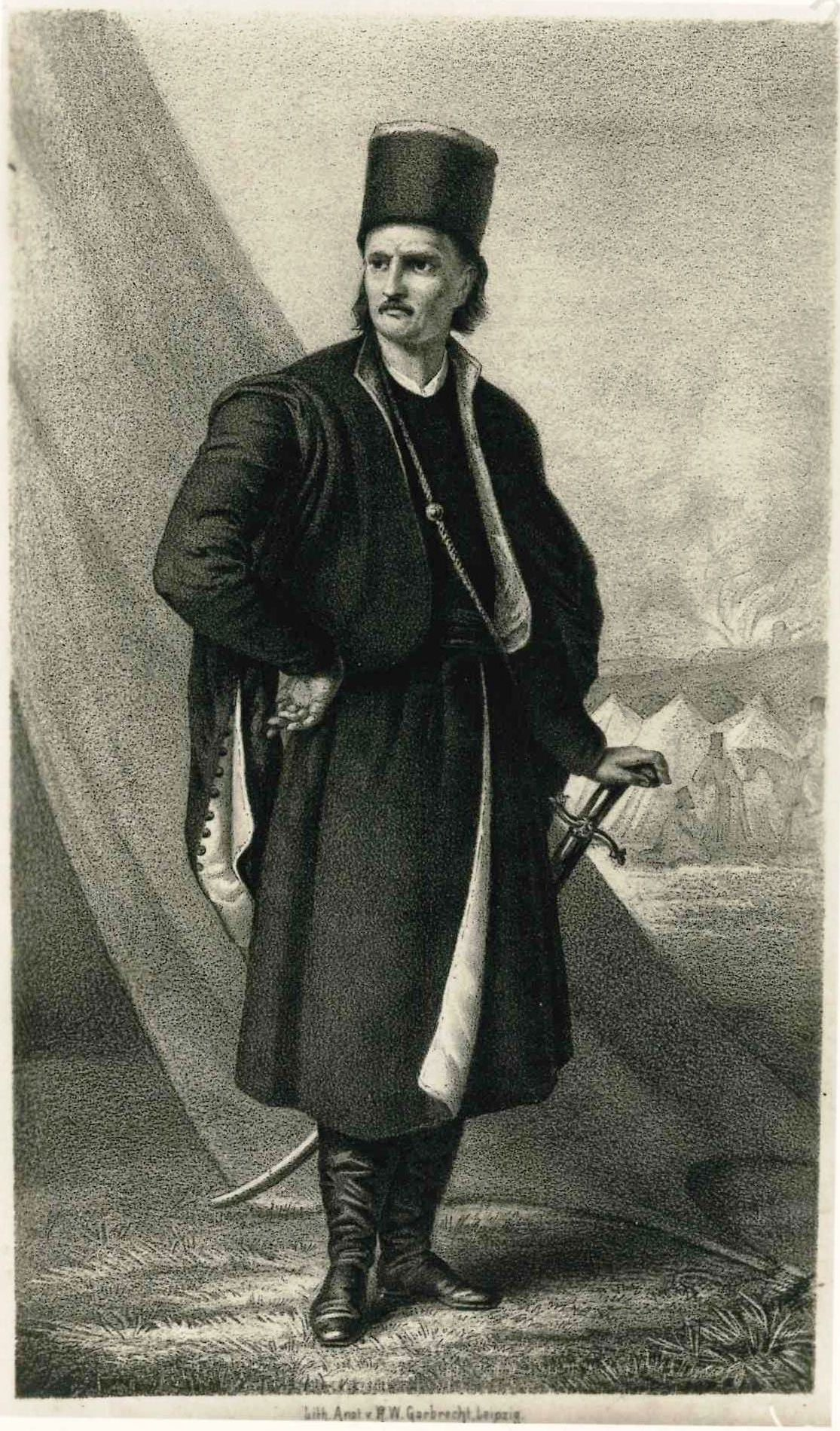
Tudor Vladimirescu

Tudor Vladimirescu (* um 1780 in Vladimir, Kreis Gorj, Walachei; † 27. Maijul. / 8. Juni 1821greg. in Târgoviște) war ein rumänischer Revolutionär. Er war der Anführer des walachischen Aufstandes von 1821.
Tudor wurde vermutlich 1780 in Vladimir im Kreis Gorj in einer Bauernfamilie geboren. Er war Güterverwalter eines Bojaren. In den Jahren 1806 bis 1812 nahm er auf russischer Seite als Mitglied und Kommandeur des Pandurenkorps an dem Russisch-Türkischen Krieg teil. Später schloss er sich der Philike Hetairia an. 1821 stellte sich Tudor Vladimirescu an die Spitze einer revolutionären Bewegung gegen das Feudalsystem und die türkische Vorherrschaft. Er war Anführer eines Volksaufstandes in der Walachei und der Moldau und besetzte am 29. März 1821 Bukarest. Die anschließenden Verhandlungen mit dem Ziel, den Einmarsch türkischer Truppen in Bukarest zu verhindern, wurden von Alexandros Ypsilantis als Verrat angesehen. In der Folge ließ dieser Vladimirescu festnehmen und hinrichten.

## Orden Tudor Vladimirescu
Der rumänische Orden Tudor Vladimirescu wird seit 1966 in fünf Klassen für besondere Verdienste bei der Erringung und Verteidigung der sozialen und staatlichen Ordnung verliehen.
Am 28. Februar 1986 wurde dem PiB-8 der NVA (Pionierbataillon der Nationalen Volksarmee der DDR) der Name des rumänischen Nationalhelden „Tudor Vladimirescu“ im Beisein des rumänischen Botschafters und Militärattachés verliehen.